# Arroyo Seco
Arroyo Seco là một đô thị thuộc bang Querétaro, México. Năm 2005, dân số của đô thị này là 12493 người.